# Ferry Pasté
Ferry Pasté (auch Paté, bl. in der ersten Hälfte des 13. Jahrhunderts) war ein französischer Adliger, Militär und Marschall.

## Leben
Die Vorfahren von Ferry Pasté sind nicht bekannt. Er war Seigneur de Challerange, de Taissy et de Saint-Pierre-à-Arnes.
1226 wurde er mit Raoul de Mello als Diplomat nach Flandern gesandt, um von Gräfin Johanna unter anderem die Burg von Douai zu erhalten. 1243 war er Botschafter bei Raimund VII. von Toulouse.
In Dokumenten von 1240 und 1244 wird er als Marschall von Frankreich bezeichnet.

## Ehe und Familie
Die Ehefrau von Ferry Pasté ist ebenfalls nicht bekannt. Ihre Kinder waren:
- Ferry Pasté, Seigneur du Bois-Malesherbes et de Montreuil sur le Bois de Vincennes; ⚭ Jeanne NN
- Nicole (alias Catherine) Pasté, Dame de Saint-Pierre-à-Arnes; ⚭ Jean d‘Autrêches